# Carbona lucens
Carbona lucens là một loài bướm đêm trong họ Noctuidae.